# Rio Watari
Rio Watari (渡利璃穏, Watari Rio), japonska rokoborka, * 19. september 1991.
Leta 2014 je na Azijskih igrah osvojila zlato medaljo v kategoriji do 63 kg. Japosnko bo zastopala na Poletnih olimpijskih igrah 2016 v Rio de Janeiru.